# Chantel Wolfenden
Chantel Louise Wolfenden (Lithgow, 15 de enero de 1986)  es una nadadora paralímpica australiana. Comenzó a nadar a la edad de cinco años como terapia para la parálisis cerebral. Fue sometida a tres operaciones para cortar y alargar su tendón de Aquiles.
Compitió en los Campeonato Mundial de Natación Adaptada IPC 2002 en Mar del Plata, Argentina, ganando una medalla de oro en los 400 metros libres de S7 y dos medallas de plata en los 100 metros de espalda y los 100 metros libres de S7.
En los Juegos Paralímpicos de Atenas 2004, ganó una medalla de oro en la prueba femenina de 400 m de estilo libre S7, por la que recibió una Medalla de la Orden de Australia, una medalla de plata en la prueba femenina de 100 m de estilo libre S7, y cuatro medallas de bronce en las pruebas femeninas de 100 m de espalda S7, 200 m de estilo libre individual SM7, 4 × 100 m de estilo libre 34 puntos y 4 × 100 m de estilo libre 34 puntos.
Nadó para el Club de Natación Fairmead en Bundaberg, Queensland y fue entrenada por Paul Simms. Entre 2002 y 2006, fue becaria de natación paralímpica del Instituto Australiano de Deportes. También fue becaria de la Academia de Deportes de Queensland.